# Willem Doorenbos

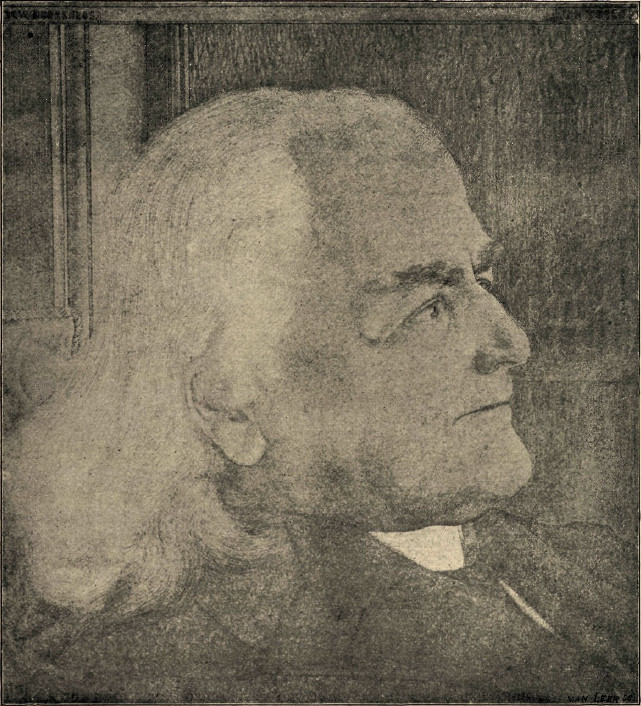
Willem Doorenbos, portret door Jan Toorop.

Willem Doorenbos (Deersum, 28 mei 1820 - Den Haag, 18 februari 1906) was een Nederlands schrijver en letterkundige. Hij was van grote invloed op de beweging van de Tachtigers.

## Leven en werk
Doorenbos studeerde klassieke en oosterse talen en promoveerde op een dissertatie over Sophocles. Van 1865 tot 1884 doceerde hij Nederlands en geschiedenis aan een HBS te Amsterdam. Hij was daar leraar van onder anderen Jacques Perk, Willem Kloos, Frank van der Goes en Albert Verwey, die kort daarna tot de beweging van de Tachtigers zouden gaan behoren. Doorenbos viel op door zijn onafhankelijk oordeel, zijn vrijzinnige humanistische overtuigingen en zijn temperamentvol polemisch vermogen. Het "Nieuw Nederlandsch Biografisch Woordenboek" vermeldt over hem: "Doorenbos was een man van buitengewone talenten, thuis in oude en nieuwe letteren als weinigen. Zij die hem gekend hebben in de bruisende kracht van zijn leven, zullen niet licht zijn geestige kop met de fijne gelaatstrekken en gloedvolle ogen vergeten. Bescheiden in zijn optreden, was hij een vijand van aanmatiging en uitwendig vertoon, een vriend van al wat waar was, eenvoudig en echt".
Doorenbos was bijzonder populair onder zijn leerlingen, waaronder dus diverse leden van de latere Tachtigers, op wier opstandige vernieuwingsdrang hij van grote invloed was. Voor diverse van hen zou een soort van mentor worden. Zijn invloed was overigens meer gebaseerd op zijn persoonlijkheid dan op zijn gedachtegoed. Opvallend is bijvoorbeeld zijn afwijzing van het naturalisme, waar deze stroming door de Tachtigers al snel zou worden omarmd.
Als publicist werkte Doorenbos met kritische artikelen mee aan diverse tijdschriften, waaronder De Nederlandsche Spectator (onder het pseudoniem Keerom), weekblad De Amsterdammer en later De Nieuwe Gids. Zijn belangrijkste werk was de tweedelige Handleiding tot de Geschiedenis der Letterkunde (1869, 1873; tweede herziene druk 1883-1885). Hij schreef ook een studie over Petrarca.
Zo populair als Doorenbos was onder zijn leerlingen, zo weinig was hij dat onder veel vakgenoten. Zijn hoop op een professoraat werd zowel in Amsterdam als later in Leiden verijdeld. Hij overleed in 1906, 85 jaar oud.